# Волхонщино (Пензенская область)
Волхонщино — село в Пензенском районе Пензенской области России. Входит в состав Кондольского сельсовета.

## География
Село находится в центральной части Пензенской области, в пределах Приволжской возвышенности, в лесостепной зоне, на берегах реки Няньга, на расстоянии примерно 11 км (по прямой) к юго-востоку от села Кондоль, административного центра района. Абсолютная высота — 178 м над уровнем моря.

### Климат
Климат характеризуется как умеренно континентальный, с умеренно холодной продолжительной зимой и относительно тёплым летом. Средняя температура воздуха самого тёплого месяца (июля) — 18,8 °C (абсолютный максимум — 40 °C); самого холодного (января) — −13 — −12 °C (абсолютный минимум — −47 °C). Безморозный период длится от 117 до 133 дней. Среднегодовое количество атмосферных осадков варьируется от 467 до 604 мм, из которых большая часть выпадает в тёплый период.

### Часовой пояс
Село Волхонщино, как и вся Пензенская область, находится в часовой зоне МСК (московское время). Смещение применяемого времени относительно UTC составляет +3:00.

## Население
| 1748 | 1782 | 1795 | 1859  | 1877 | 1894 | 1897 |
| ---- | ---- | ---- | ----- | ---- | ---- | ---- |
| 350  | ↗845 | ↗993 | ↘566  | ↘486 | ↗565 | ↘540 |
| 1914 | 1921 | 1926 | 1930  | 1939 | 1959 | 1979 |
| ↗635 | ↗763 | ↗771 | ↗1041 | ↘667 | ↘457 | ↗650 |
| 1989 | 1996 | 2002 | 2010  | 2016 |      |      |
| ↘604 | ↗612 | ↘531 | ↘441  | ↘427 |      |      |

### Национальный состав
Согласно результатам переписи 2002 года, в национальной структуре населения русские составляли 93 % из 531 чел.

## Известные уроженцы
- Тихонов, Виктор Павлович (1923—1943) — советский лётчик-ас, младший лейтенант, Герой Советского Союза.